# Yên Nhật
Yên (Nhật: 円 (viên) Hepburn: en, biểu tượng: ¥; ISO 4217: JPY; cũng được viết tắt là JP¥)  là tiền tệ chính thức của Nhật Bản. Đây là loại tiền được giao dịch nhiều thứ ba trên thị trường ngoại hối sau đồng đô la Mỹ và đồng euro. Nó cũng được sử dụng rộng rãi như một loại tiền tệ dự trữ sau đồng đô la Mỹ, đồng euro và bảng Anh.
Khái niệm đồng Yên là một thành phần của chương trình hiện đại hóa của chính phủ Minh Trị đối với nền kinh tế Nhật Bản, trong đó quy định việc thành lập đồng tiền thống nhất trong cả nước, được mô phỏng theo hệ thống tiền tệ thập phân châu Âu. Trước khi có Minh Trị duy tân, những khu vực cát cứ phong kiến của Nhật Bản đều phát hành tiền riêng của họ, hansatsu (藩札 phiên trát), với một loạt các mệnh giá không tương thích. Đạo luật tiền tệ mới năm 1871 đã loại bỏ những loại tiền này và thiết lập đồng yên, được định nghĩa là 1,5 g (0,048 ounce troy) vàng, hoặc 24,26 g (0,780 ounce troy) bạc, là đơn vị tiền tệ thập phân mới. Các cựu khu vực cát cứ đã trở thành các tỉnh và các kho sản xuất tiền đã trở thành các ngân hàng tư nhân cấp tỉnh, ban đầu vẫn giữ quyền in tiền. Để chấm dứt tình trạng này, Ngân hàng Nhật Bản được thành lập vào năm 1882 và độc quyền kiểm soát nguồn cung tiền.
Sau khi mất giá bạc năm 1873, đồng yên mất giá so với đô la Mỹ và đô la Canada (vì hai quốc gia này tuân thủ tiêu chuẩn vàng), và đến năm 1897, đồng Yên chỉ có giá trị khoảng 0,5 đô la Mỹ. Vào năm đó, Nhật Bản đã áp dụng tiêu chuẩn trao đổi vàng và do đó đóng băng giá trị của đồng Yên ở mức 0,5 đô la. Tỷ giá này vẫn duy trì cho đến khi Nhật Bản rời khỏi tiêu chuẩn vàng vào tháng 12 năm 1931, sau đó đồng Yên giảm xuống 0,30 đô la vào tháng 7 năm 1932 và xuống còn 0,20 đô la vào năm 1933. Nó vẫn ổn định ở mức khoảng 0,30 đô la cho đến khi bắt đầu Chiến tranh Thái Bình Dương vào ngày 7 tháng 12 năm 1941, lúc đó nó đã giảm xuống còn 0,23 đô la.
Sau Thế chiến II, đồng Yên mất phần lớn giá trị nó có trước chiến tranh. Để ổn định nền kinh tế Nhật Bản, tỷ giá hối đoái của đồng Yên đã được cố định ở mức ¥360 ăn 1 đô la Mỹ như một phần của hệ thống Bretton Woods. Khi hệ thống này bị bỏ rơi vào năm 1971, đồng Yên đã bị định giá thấp và được phép thả nổi. Đồng Yên đã tăng giá lên mức cao nhất ¥ 271 mỗi đô la Mỹ vào năm 1973, sau đó trải qua thời kỳ mất giá và đánh giá cao do cuộc khủng hoảng dầu mỏ năm 1973, đạt giá trị ¥ 227 mỗi đô la Mỹ vào năm 1980.
Từ năm 1973, chính phủ Nhật Bản đã duy trì chính sách can thiệp tiền tệ và đồng Yên do đó theo chế độ " thả nổi có kiểm soát". Chính phủ Nhật Bản tập trung vào một thị trường xuất khẩu cạnh tranh, và cố gắng đảm bảo tỷ giá hối đoái thấp cho đồng Yên thông qua thặng dư thương mại. Hiệp định Plaza năm 1985 tạm thời thay đổi tình trạng này: tỷ giá hối đoái giảm từ mức trung bình ¥239/1 đô la Mỹ năm 1985 xuống còn ¥128 vào năm 1988 và dẫn đến tỷ lệ cao nhất là ¥80 so với đô la Mỹ năm 1995, làm tăng giá trị một cách hiệu quả GDP của Nhật Bản tính theo đồng đô la Mỹ cao ngang với GDP của Hoa Kỳ. Tuy nhiên, kể từ thời điểm đó, giá đồng Yên thế giới đã giảm đáng kể. Ngân hàng Nhật Bản duy trì chính sách lãi suất từ 0 đến gần 0 và chính phủ Nhật Bản trước đây đã có chính sách chống lạm phát nghiêm ngặt.

## Từ nguyên
Xuất phát Yên từ chữ 圓 (viên) nghĩa đen là "tròn" (như trong từ "viên đá", "viên bi"), vốn mượn cách đọc ngữ âm từ đồng nhân dân tệ của Trung Quốc, tương tự như đồng won của Bắc Triều Tiên và đồng won của Hàn Quốc. Ban đầu, người Trung Quốc đã buôn bạc với số lượng lớn gọi là "tệ" (trong từ "Tiền tệ") và khi đồng xu bạc của Tây Ban Nha và Mexico đến nước này, người Trung Quốc gọi chúng là "vòng bạc" (銀圓) vì hình dạng tròn của chúng. Tiền xu và tên này sau đó cũng xuất hiện ở Nhật Bản. Cả hai ký tự đều có cách phát âm giống nhau trong tiếng Quan thoại, nhưng không phải trong tiếng Nhật. Năm 1695, một số đồng xu Nhật Bản được phát hành có bề mặt có ký tự nguyên (元), nhưng đây là cách viết tắt của niên hiệu Nguyên Lộc (元禄). Nhật Bản tiếp tục sử dụng cùng một từ cũ, mà được viết dạng shinjitai dạng 円  khi cải cách chữ viết vào cuối Thế chiến II.
Chính tả và phát âm "yen" là tiêu chuẩn trong tiếng Anh vì khi Nhật Bản lần đầu tiên gặp phải người châu Âu vào khoảng thế kỷ 16, Nhật Bản /e/ え) và /we/ (ゑ) cả hai đều được phát âm là [je] và các nhà truyền giáo Bồ Đào Nha đã đánh vần là "ye".  Vào giữa thế kỷ 18, /e/ và /we/ được phát âm là [e] như trong tiếng Nhật hiện đại, mặc dù một số vùng vẫn giữ cách phát âm [je]. Walter Henry Medhurst, người không đến Nhật Bản hay gặp bất kỳ người Nhật nào, đã tham khảo chủ yếu từ điển Nhật-Hà Lan, đánh vần một số từ "e" là "ye" trong An English and Japanese, and Japanese and English Vocabulary của ông(1830). Vào đầu thời đại Meiji, James Curtis Hepburn, người theo sau Medhurst, đã đánh vần tất cả các chữ "e" là "ye" trong từ điển tiếng Nhật và tiếng Anh (1867); trong tiếng Nhật, e và i phát âm hơi giống tiếng Nga. Đó là từ điển Nhật-Anh / Anh-Nhật quy mô đầy đủ đầu tiên, có ảnh hưởng mạnh mẽ đến người phương Tây ở Nhật Bản và có lẽ đã gợi ra cách đánh vần "yen". Hepburn đã sửa đổi hầu hết các "ye" thành "e" trong phiên bản thứ 3 (1886)  để phản ánh cách phát âm đương đại, ngoại trừ "yen". Điều này có lẽ đã được cố định và vẫn duy trì như vậy kể từ đó.

## Lịch sử

### Giới thiệu

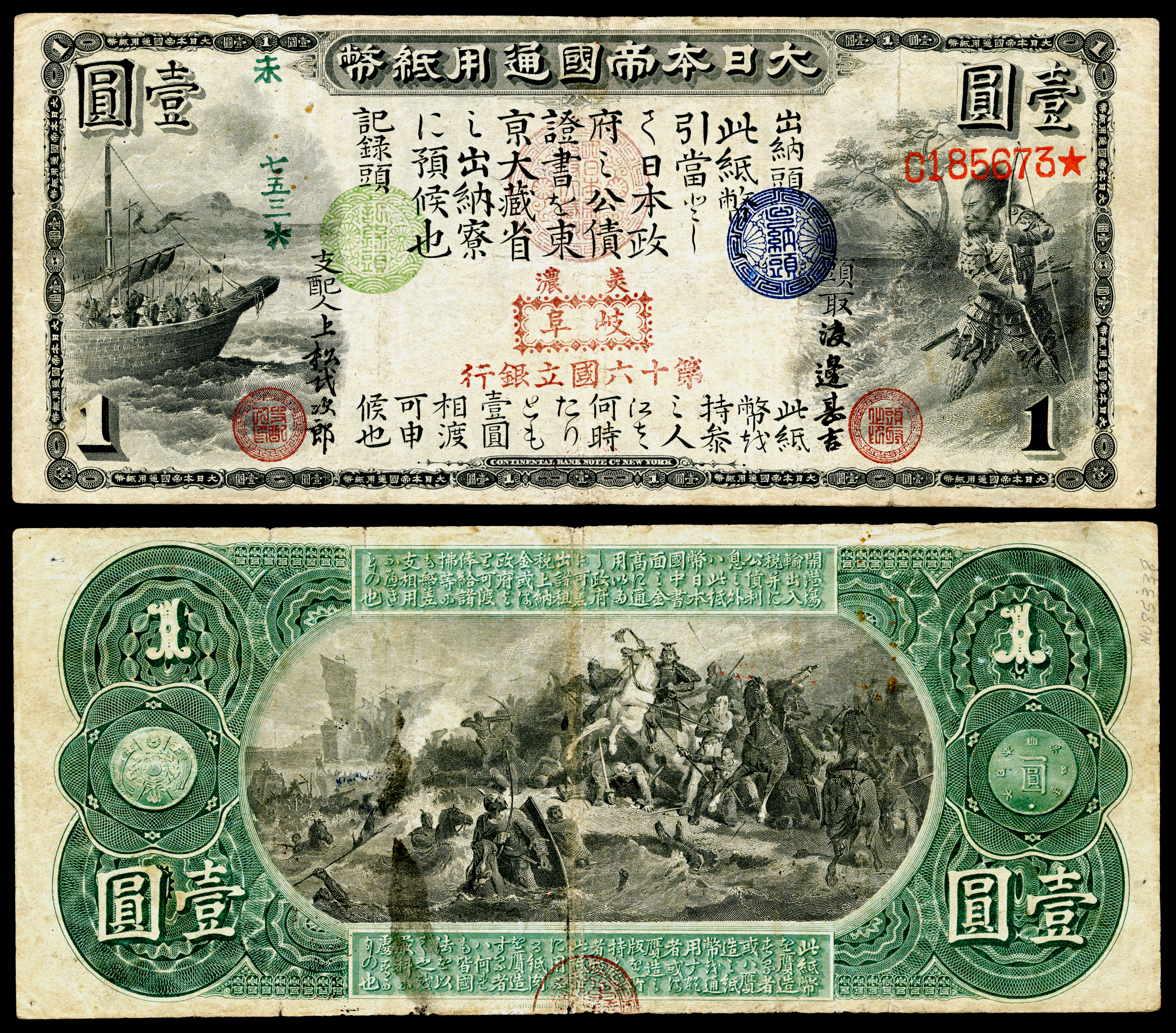
Tiền giấy 1 Yên ban đầu (1873), được Công ty Continental Bank Note của New York khắc và in

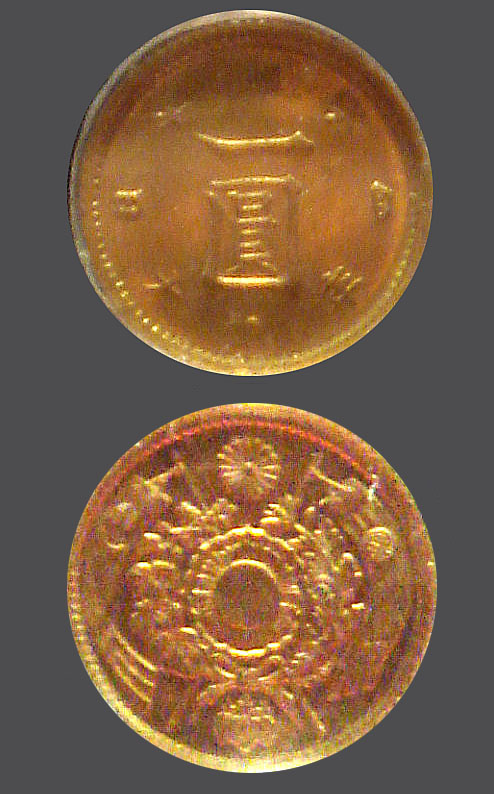
Đồng xu 1 Yên ban đầu (1,5g vàng nguyên chất), mặt trước và mặt sau

Vào thế kỷ 19, đồng đô la bạc Tây Ban Nha phổ biến khắp Đông Nam Á, bờ biển Trung Quốc và Nhật Bản. Những đồng tiền này đã được giới thiệu qua Manila trong khoảng thời gian hai trăm năm mươi năm, đến trên các tàu từ Acapulco ở México. Những chiếc tàu này được gọi là thuyền buồm Manila. Cho đến thế kỷ 19, những đồng đô la bạc này là đô la Tây Ban Nha thực sự được đúc ở thế giới mới, chủ yếu là tại Thành phố Mexico. Nhưng từ những năm 1840, chúng ngày càng được thay thế bằng đô la bạc của các nước cộng hòa Mỹ Latinh mới. Vào nửa cuối thế kỷ 19, một số đồng tiền địa phương trong khu vực đã được tạo ra giống với đồng peso của Mexico. Đầu tiên trong số những đồng xu bạc địa phương này là đồng đô la bạc Hồng Kông được đúc ở Hồng Kông trong khoảng thời gian từ năm 1866 đến 1869. Người Trung Quốc chậm chạp chấp nhận đồng tiền lạ và ưa thích đồng đô la Mexico quen thuộc, và vì vậy chính phủ Hồng Kông đã ngừng đúc những đồng tiền này và bán máy móc đúc tiền cho Nhật Bản.
Người Nhật sau đó đã quyết định nhập khẩu ý tưởng dùng đồng tiền đô la bạc dưới tên 'yen', nghĩa là ''một vật thể tròn''. Đồng Yên được chính phủ Meiji chính thức thông qua trong một đạo luật được ký ngày 27 tháng 6 năm 1871. Đồng tiền mới dần dần được giới thiệu bắt đầu từ tháng 7 năm đó. Đồng Yên về cơ bản là một đơn vị đô la, giống như tất cả các đô la, có nguồn gốc từ peso Tây Ban Nha, và cho đến năm 1873, tất cả các đô la trên thế giới đều có giá trị tương đương. Đồng Yên thay thế tiền đúc Tokugawa, một hệ thống tiền tệ phức tạp của thời kỳ Edo dựa trên Mon. Đạo luật tiền mới năm 1871, quy định việc áp dụng hệ thống thập phân yen (1 圓), sen (1/100, 錢), và rin (1/1000, 厘), với các đồng tiền tròn và được sản xuất bằng máy móc phương Tây. Đồng Yên được định nghĩa hợp pháp là 0,78 troy ounce (24,26 g) bạc nguyên chất, hoặc 1,5   gram vàng nguyên chất (theo khuyến nghị của Đại hội các nhà kinh tế châu Âu tại Paris năm 1867; đồng xu 5 Yên tương đương với đồng xu 5 peso fuerte của Argentina ), do đó đưa nó thành một Tiêu chuẩn lưỡng kim loại.

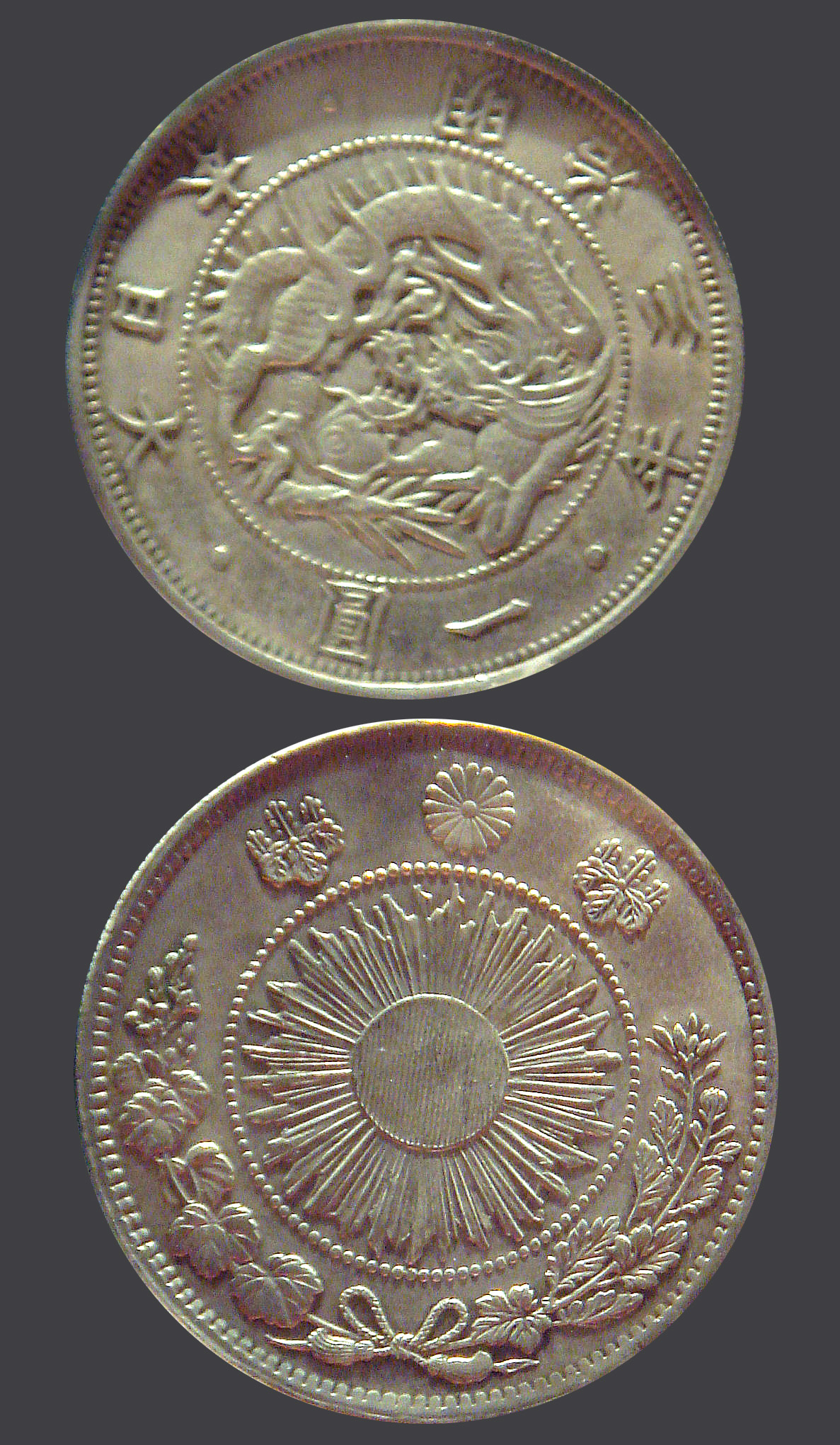
Đồng xu bạc một Yên ban đầu, 24,26 gram bạc nguyên chất, Nhật Bản, được đúc vào năm 1870 (Meiji năm 3)

Sau khi mất giá bạc năm 1873, đồng Yên mất giá so với đô la Mỹ và đô la Canada (vì hai quốc gia này tuân thủ tiêu chuẩn vàng), và đến năm 1897, đồng Yên chỉ có giá trị khoảng 0,5 đô la Mỹ. Vào năm đó, Nhật Bản đã áp dụng tiêu chuẩn trao đổi vàng và do đó đóng băng giá trị của đồng Yên ở mức 0,5 đô la. Tỷ giá này vẫn duy trì cho đến khi Nhật Bản rời khỏi tiêu chuẩn vàng vào tháng 12 năm 1931, sau đó đồng Yên giảm xuống 0,30 đô la vào tháng 7 năm 1932 và xuống còn 0,20 đô la vào năm 1933. Nó vẫn ổn định ở mức khoảng 0,30 đô la cho đến khi bắt đầu Chiến tranh Thái Bình Dương vào ngày 7 tháng 12 năm 1941, lúc đó nó đã giảm xuống còn 0,23 đô la.
Sen và rin cuối cùng đã được đưa ra khỏi lưu thông vào cuối năm 1953.

### Neo giá trị đồng yên với đô la Mỹ
Không có tỷ giá hối đoái thực sự tồn tại cho đồng Yên từ ngày 7 tháng 12 năm 1941 tới ngày 25 tháng 4 năm 1949; lạm phát thời chiến đã làm giảm đồng Yên xuống một phần giá trị trước chiến tranh. Sau một thời gian bất ổn, vào ngày 25 tháng 4 năm 1949, chính phủ chiếm đóng của Hoa Kỳ đã cố định giá trị của đồng Yên ở mức ¥360 ăn 1 đô la Mỹ thông qua kế hoạch của Hoa Kỳ, một phần của Hệ thống Bretton Woods, để ổn định giá ở kinh tế Nhật Bản. Tỷ giá hối đoái đó được duy trì cho đến năm 1971, khi Hoa Kỳ từ bỏ tiêu chuẩn vàng, vốn là yếu tố chính của Hệ thống Bretton Woods, và áp dụng phụ phí 10% đối với hàng nhập khẩu, tạo ra sự thay đổi chuyển động dẫn đến Tỷ giá hối đoái thả nổi năm 1973.

### Yên bị định giá thấp
Đến năm 1971, đồng Yên đã bị định giá thấp. Xuất khẩu của Nhật Bản có giá trị quá ít trên thị trường quốc tế, và nhập khẩu từ nước ngoài đã khiến Nhật Bản tốn kém quá nhiều. Sự mất giá này được phản ánh trong số dư tài khoản vãng lai, vốn đã tăng từ thâm hụt đầu những năm 1960, đến mức thặng dư lớn sau đó là 5,8 tỷ USD vào năm 1971. Niềm tin rằng đồng Yên, và một số loại tiền tệ chính khác, bị đánh giá thấp đã thúc đẩy hành động của Hoa Kỳ vào năm 1971.

### Yên và thả nổi các tiền tệ chính
Sau các biện pháp của Hoa Kỳ để phá giá đồng đô la vào mùa hè năm 1971, chính phủ Nhật Bản đã đồng ý với tỷ giá hối đoái cố định mới như một phần của Thỏa thuận Smithsonian, được ký vào cuối năm. Thỏa thuận này đặt tỷ giá hối đoái ở mức ¥ 308 mỗi đô la Mỹ. Tuy nhiên, tỷ lệ cố định mới của Thỏa thuận Smithsonian rất khó duy trì khi đối mặt với áp lực cung và cầu trên thị trường ngoại hối. Đầu năm 1973, tỷ giá đã bị hủy bỏ và các quốc gia lớn trên thế giới cho phép tiền tệ của họ thả nổi.

### Chính phủ Nhật Bản can thiệp vào thị trường tiền tệ
Vào những năm 1970, chính phủ và doanh nhân Nhật Bản đã rất lo ngại rằng sự gia tăng giá trị của đồng Yên sẽ làm tổn hại đến tăng trưởng xuất khẩu bằng cách làm cho các sản phẩm của Nhật Bản kém cạnh tranh hơn và sẽ làm hỏng cơ sở công nghiệp. Do đó, chính phủ tiếp tục can thiệp mạnh vào tiếp thị ngoại hối (mua hoặc bán đô la), ngay cả sau quyết định năm 1973 cho phép đồng yên thả nổi.
Mặc dù có sự can thiệp, áp lực thị trường khiến đồng Yên tiếp tục tăng giá, tạm thời đạt đỉnh ở mức trung bình ¥ 271 mỗi đô la Mỹ vào năm 1973,  trước khi tác động của cuộc khủng hoảng dầu mỏ năm 1973 được thị trường cảm nhận. Chi phí dầu nhập khẩu tăng lên khiến đồng Yên mất giá tới mức ¥ 290 mỗi đô la Mỹ đến ¥300 mỗi đô la Mỹ từ năm 1974 đến 1976.  Sự xuất hiện trở lại của thặng dư thương mại đã đẩy đồng Yên trở lại với giá  ¥ 211 vào năm 1978. Sự tăng cường tiền tệ này một lần nữa đã bị đảo ngược bởi cú sốc dầu thứ hai vào năm 1979, với đồng Yên giảm xuống còn ¥ 227 mỗi đô la Mỹ vào năm 1980. 

### Yên đầu những năm 1980
Trong nửa đầu thập niên 1980, đồng Yên không tăng giá trị mặc dù thặng dư tài khoản hiện tại đã quay trở lại và tăng nhanh. Từ ¥ 221 mỗi đô la Mỹ năm 1981, giá trị trung bình của đồng Yên thực sự giảm xuống còn ¥239 mỗi đô la Mỹ năm 1985. Sự gia tăng thặng dư tài khoản hiện tại tạo ra nhu cầu về đồng Yên mạnh hơn trên thị trường ngoại hối, nhưng nhu cầu về đồng Yên này liên quan đến thương mại đã được bù đắp bởi các yếu tố khác. Một sự khác biệt lớn về lãi suất, với lãi suất của Hoa Kỳ cao hơn nhiều so với Nhật Bản, và việc tiếp tục bãi bỏ quy định về dòng vốn quốc tế, dẫn đến một dòng vốn lớn từ Nhật Bản. Dòng vốn này làm tăng nguồn cung đồng Yên trên thị trường ngoại hối, vì các nhà đầu tư Nhật Bản đã đổi đồng Yên của họ sang các loại tiền tệ khác (chủ yếu là đô la) để đầu tư ra nước ngoài. Điều này khiến đồng Yên yếu so với đồng đô la và thúc đẩy sự gia tăng nhanh chóng trong thặng dư thương mại của Nhật Bản diễn ra vào những năm 1980.

### Tác động của Hiệp định Plaza
Năm 1985, một sự thay đổi mạnh mẽ bắt đầu. Các quan chức tài chính từ các quốc gia lớn đã ký một thỏa thuận (Hiệp định Plaza) khẳng định rằng đồng đô la đã được định giá quá cao (và do đó, đồng Yên bị định giá thấp). Thỏa thuận này, và thay đổi áp lực cung và cầu trên thị trường, dẫn đến sự gia tăng nhanh chóng giá trị của đồng Yên. Từ mức trung bình ¥ 239 trên 1 đô la Mỹ năm 1985, đồng Yên đã tăng lên mức cao nhất là ¥128 vào năm 1988, gần như tăng gấp đôi giá trị của nó so với đồng đô la. Sau khi giảm đi phần nào vào năm 1989 và 1990, nó đã đạt mức cao mới ¥123 ăn 1 đô la Mỹ vào tháng 12 năm 1992. Vào tháng 4 năm 1995, đồng Yên đạt mức cao nhất dưới 80 Yên mỗi đô la, tạm thời khiến nền kinh tế Nhật Bản ngang bằng quy mô của Mỹ.

### Những năm sau bong bóng
Đồng Yên đã giảm giá trong bong bóng giá tài sản của Nhật Bản và tiếp tục duy trì như vậy sau đó, đạt mức thấp ¥134 1 đô la Mỹ vào tháng 2/2002. Chính sách lãi suất bằng 0 của Ngân hàng Nhật Bản đã không khuyến khích đầu tư bằng đồng Yên, với thương mại của các nhà đầu tư vay Yên và đầu tư vào các loại tiền tệ thanh toán tốt hơn (do đó tiếp tục đẩy đồng Yên xuống) ước tính lên tới 1 nghìn tỷ đô la. Vào tháng 2 năm 2007, The Economist ước tính rằng đồng Yên bị định giá thấp hơn 15% so với đồng đô la, và bị định giá thấp 40% so với đồng euro.
Sau cuộc khủng hoảng kinh tế toàn cầu năm 2008

So sánh tỷ giá hối đoái danh nghĩa theo trọng số GNP: CHF và JPY so với CNY, EUR, USD và GBP

Tuy nhiên, xu hướng này đã đảo ngược sau cuộc khủng hoảng kinh tế toàn cầu năm 2008. Các loại tiền tệ chính khác, ngoại trừ đồng Franc Thụy Sĩ, đã giảm so với đồng yên.
Vào ngày 4 tháng 4 năm 2013, Ngân hàng Nhật Bản tuyên bố rằng họ sẽ mở rộng Chương trình mua tài sản của mình thêm 1,4 nghìn tỷ đô la trong hai năm. Ngân hàng Nhật Bản hy vọng sẽ đưa Nhật Bản từ giảm phát sang lạm phát, hướng tới lạm phát 2%. Số lượng mua lớn đến mức dự kiến sẽ tăng gấp đôi lượng cung tiền. Nhưng động thái này đã làm dấy lên mối lo ngại rằng chính quyền ở Nhật Bản đang cố tình phá giá đồng Yên để thúc đẩy xuất khẩu. Tuy nhiên, lĩnh vực thương mại tại Nhật Bản lo ngại rằng sự mất giá sẽ kích hoạt tăng giá nhập khẩu, đặc biệt là năng lượng và nguyên liệu thô.

## Tiền xu

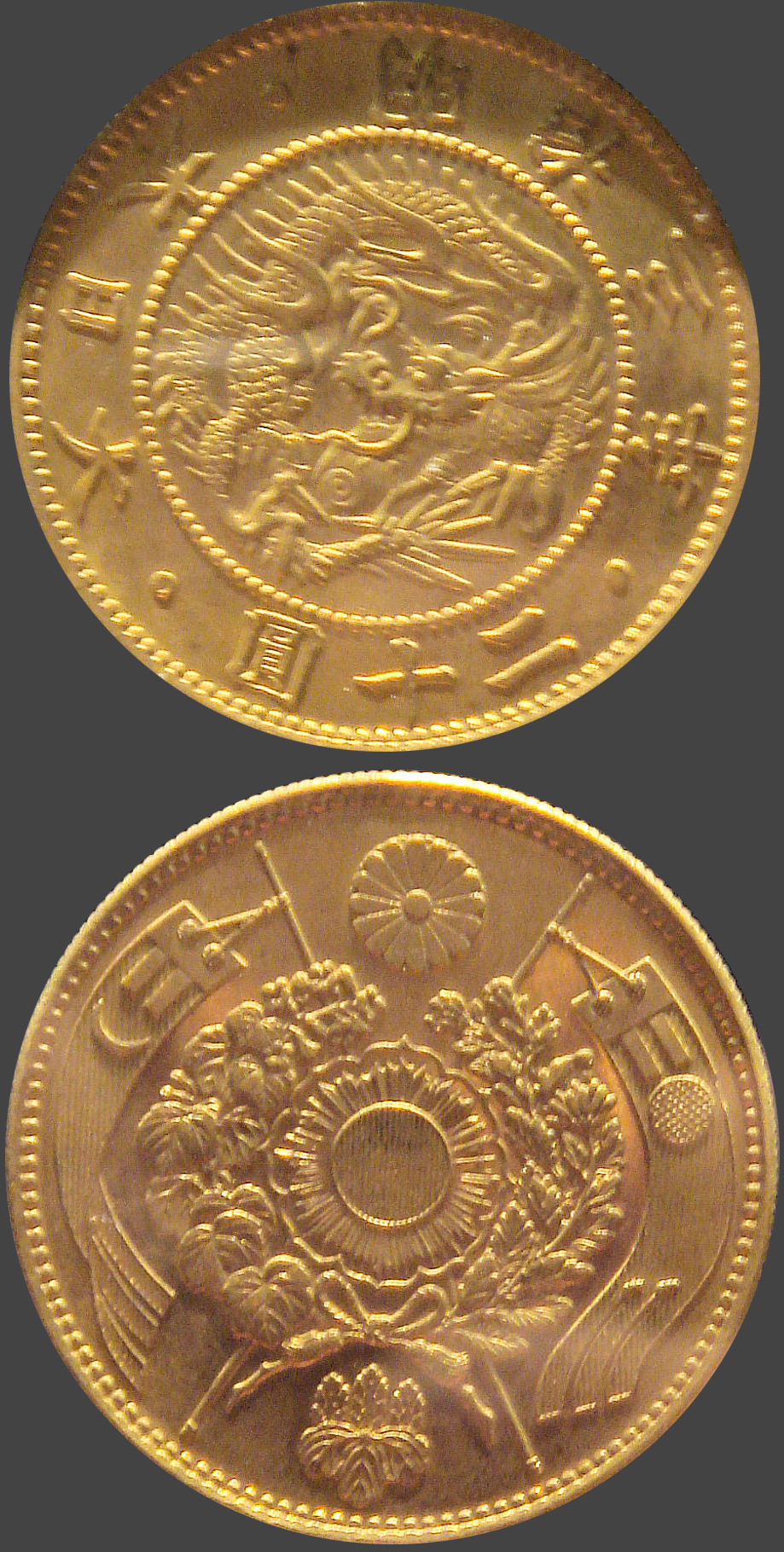
Đồng xu vàng 20 Yên được đúc năm 1870 (năm 3 thời kỳ Minh Trị).

Tiền xu của Yên Nhật được đưa vào sử dụng năm 1870. Có các đồng bằng bạc 5 cent, 10 cent , 20 cent và 50 cent và 1 Yên, và đồng bằng vàng 2 Yên , 5 Yên , 10 Yên và 20 Yên. Đồng vàng 1 Yên được đưa vào sử dụng năm 1871, theo sau là đồng bằng đồng 1 rin, ½, 1 và 2 sen năm 1873.
Đồng Cupronickel 5 sen được đưa vào sử dụng năm 1889. Năm 1897, đồng bằng bạc 1 Yên bị hủy bỏ và các kích thước của đồng bằng vàng giảm xuống 50%, với các xu 5, 10 và 20 Yên được ban hành. Năm 1920, xu cupro-nickel 10 cent được đưa vào sử dụng.
Việc sản xuất tiền xu bằng bạc bị dừng năm 1938, sau đó nhiều loại kim loại phổ biến được dùng để sản xuất các xu 1 cent , 5 cent và 10 cent trong thế chiến thứ 2. Các đồng sét 5 và 10 được sản xuất năm 1945 nhưng không được đưa vào lưu hành.
Sau chiến tranh, đồng thau 50 cent , 1 Yên và 5 Yên được đưa vào sử dụng trong các năm 1946-1948. Năm 1949, đồng 5 Yên như hiện nay được đưa vào sử dụng theo sau là đồng bằng đồng 10 Yên (loại vẫn còn đang lưu hành) năm 1951.
Các tiền xu có mệnh giá nhỏ hơn 1 Yên không còn giá trị từ 31 tháng 12 năm 1953, kể từ khi Small Currency Disposition and Fractional Rounding in Payments Act (小額通貨の整理及び支払金の端数計算に関する法律 Shōgaku tsūka no seiri oyobi shiharaikin no hasūkeisan ni kan suru hōritsu) có hiệu lực.
Năm 1955 loại tiền nhôm 1 Yên như hiện nay được đưa vào sử dụng cùng với đồng nickel 50 Yên không lỗ. Năm 1957, đồng bạc 100 Yên được đưa vào sử dụng. Các loại đồng xu này được thay thế bằng tiền hiện tại năm 1967, loại cupro-nickel, cùng với đồng 50 Yên có lỗ. Năm 1982, đồng 500 Yên đầu tiên được đưa vào sử dụng.

## Tiền giấy

### Tiền giấy Series E
Các tiền giấy Series E được phát hành vào năm 2004 với các tờ có giá trị ¥1000, ¥5000 và ¥10,000.
| Hình ảnh  | Hình ảnh | Giá trị | Kích thước  | Màu chính  | Các hình ảnh     | Các hình ảnh                                      | Series   | Ngày phát hành      |
| Mặt trước | Mặt sau  | Giá trị | Kích thước  | Màu chính  | Mặt trước        | Mặt sau                                           | Series   | Ngày phát hành      |
| --------- | -------- | ------- | ----------- | ---------- | ---------------- | ------------------------------------------------- | -------- | ------------------- |
|           |          | ¥1000   | 150 × 76 mm | Xanh dương | Hideyo Noguchi   | Núi Phú Sĩ, Hồ Motosu và hoa anh đào              | Series E | 1 tháng 11 năm 2004 |
|           |          | ¥2000   | 154 × 76 mm | Xanh lá    | Shureimon        | Truyện kể Genji và chân dung của Murasaki Shikibu | Series D | 19 tháng 7 năm 2000 |
|           |          | ¥5000   | 156 × 76 mm | Tím        | Ichiyō Higuchi   | Kakitsubata-zu                                    | Series E | 1 tháng 11 năm 2004 |
|           |          | ¥10,000 | 160 × 76 mm | Nâu        | Fukuzawa Yukichi | Bức tượng của phượng hoàng ở Chùa Byōdō-in        | Series E | 1 tháng 11 năm 2004 |

### Tiền giấy Series F
Vào ngày 9 tháng 4 năm 2019, Bộ trưởng Tài chính Asō Tarō đã công bố các thiết kế mới cho các ghi chú ¥ 1000, ¥ 5000 và ¥ 10.000, để sử dụng bắt đầu vào năm 2024.
| Series F (bắt đầu sử dụng năm 2024) | Series F (bắt đầu sử dụng năm 2024) | Series F (bắt đầu sử dụng năm 2024) | Series F (bắt đầu sử dụng năm 2024) | Series F (bắt đầu sử dụng năm 2024) | Series F (bắt đầu sử dụng năm 2024) | Series F (bắt đầu sử dụng năm 2024)                                        | Series F (bắt đầu sử dụng năm 2024) |
| Hình ảnh                            | Hình ảnh                            | Giá trị                             | Kích thước                          | Màu chính                           | Các hình ảnh                        | Các hình ảnh                                                               | Ngày phát hành                      |
| Mặt trước                           | Mặt sau                             | Giá trị                             | Kích thước                          | Màu chính                           | Obverse                             | Reverse                                                                    | Ngày phát hành                      |
| ----------------------------------- | ----------------------------------- | ----------------------------------- | ----------------------------------- | ----------------------------------- | ----------------------------------- | -------------------------------------------------------------------------- | ----------------------------------- |
|                                     |                                     | ¥1000                               | 150 × 76 mm                         | Xanh dương                          | Kitasato Shibasaburō                | Sóng lừng ngoài khơi Kanagawa (từ Ba mươi sáu cảnh núi Phú Sĩ của Hokusai) | Năm 2024, dự tính.                  |
|                                     |                                     | ¥5000                               | 156 × 76 mm                         | Tím                                 | Tsuda Umeko                         | Hoa Wisteria                                                               | Năm 2024, dự tính.                  |
|                                     |                                     | ¥10,000                             | 160 × 76 mm                         | Nâu                                 | Shibusawa Eiichi                    | Ga Tokyo                                                                   | Năm 2024, dự tính.                  |

## Lịch sử tỷ giá
Bảng bên dưới thể hiện giá trị trung bình hàng tháng của Đô la Mỹ/Yên (Yên/USD) lúc 17:00 JST.